# Bezirk Ihrowice
Bezirk Ihrowice – dawny powiat (Bezirk) kraju koronnego Królestwo Galicji i Lodomerii, funkcjonujący w latach 1854–1867. Siedzibą starostwa była wieś Ihrowice (obecnie Ihrowica).

## Historia
Bezirk Ihrowice utworzono w ramach reformy uwłaszczeniowej z okresu Wiosny Ludów (1848–1849), która likwidowała jurysdykcję właściciela ziemskiego nad poddanymi. W Galicji, dominium – jako podstawowa jednostka administracyjna i filar systemu feudalnego straciło rację bytu. Konieczne stało się zatem wprowadzenie nowego systemu administracyjnego, którego zręby powstały w latach 1851–1855. Nowy trójstopniowy podział administracyjny objął 21 cyrkułów (niem. Kreise), 179 małych powiatów (niem. Bezirke) i ponad 6000 gmin (niem. Gemeinde).
Bezirk Ihrowice objął obszar o wielkości 6,3 mil², zamieszkany przez 20.027 ludzi i podzielony na 35 gmin katastralnych. Wszedł w skład cyrkułu tarnopolskiego, jako jeden z jego dziewięciu powiatów. Na północnym wschodzie graniczył z Imperium Rosyjskim.
Po nadaniu Galicji autonomii oraz powołaniu samorządu gminnego i powiatowego w 1865 zlikwidowano cyrkuły (Kreise). Dotychczasowe małe powiaty (Bezirke) w liczbie 179, utrzymały się do 1867 roku, kiedy to w następstwie kolejnej reformy administracyjnej (23 stycznia 1867) zostały zastąpione przez 74 większych powiatów. Obszar zniesionego Bezirk Ihrowice wszedł wtedy w skład nowych powiatów tarnopolskiego i zbaraskiego (vide podział w tabeli poniżej). 19 czerwca 1867 częściowo zmieniono granice tych powiatów.

## Podział administracyjny (1854)
| Lp. | Gmina jednostkowa         | Powierzchnia | Ludność | Powiat w 1867 po zniesieniu |
| --- | ------------------------- | ------------ | ------- | --------------------------- |
| 1   | Ihrowice                  | 3808         | 1160    | tarnopolski                 |
| 2   | Berezowica Mała           | 1980         | 696     | zbaraski                    |
| 3   | Kobyla                    | 2493         | 862     | zbaraski                    |
| 4   | Iwanczany                 | 1739         | 361     | zbaraski                    |
| 5   | Kurniki (Iwanczańskie)    | 789          | 387     | zbaraski                    |
| 6   | Dobrowody                 | 3498         | 1004    | zbaraski                    |
| 7   | Netreba                   | 359          | 199     | zbaraski                    |
| 8   | Czumale                   | 651          | 167     | zbaraski                    |
| 9   | Dubowce                   | 2332         | 695     | tarnopolski                 |
| 10  | Opryłowce                 | 745          | 231     | zbaraski                    |
| 11  | Płotycz                   | 2311         | 830     | tarnopolski                 |
| 12  | Iwaczów Dolny             | 1487         | 642     | tarnopolski                 |
| 13  | Czerniechów               | 2023         | 654     | tarnopolski                 |
| 14  | Iwaczów Górny             | 1516         | 530     | tarnopolski                 |
| 15  | Małaszowce                | 1423         | 585     | tarnopolski                 |
| 16  | Jankowce z Groblą         | 3143         | 608     | tarnopolski                 |
| 17  | Horodyszcze               | 1543         | 432     | tarnopolski                 |
| 18  | Nosowce                   | 1071         | 294     | tarnopolski                 |
| 19  | Pleszkowce                | 1031         | 351     | tarnopolski                 |
| 20  | Hladki                    | 1409         | 430     | tarnopolski                 |
| 21  | Hłuboczek Wielki          | 4368         | 1407    | tarnopolski                 |
| 22  | Kurowce                   | 2325         | 839     | tarnopolski                 |
| 23  | Cebrów                    | 2640         | 821     | tarnopolski                 |
| 24  | Worobijówka               | 971          | 391     | tarnopolski                 |
| 25  | Seredyńce                 | 926          | 337     | tarnopolski                 |
| 26  | Isypowce                  | 1160         | 367     | tarnopolski                 |
| 27  | Kokutkowce                | 1327         | 379     | tarnopolski                 |
| 28  | Obarzańce                 | 1971         | 563     | tarnopolski                 |
| 29  | Zarudzie                  | 697          | 258     | tarnopolski                 |
| 30  | Mszaniec                  | 2124         | 555     | zbaraski                    |
| 31  | Ditkowce                  | 1842         | 549     | zbaraski                    |
| 32  | Szlachcińce               | 2030         | 603     | tarnopolski                 |
| 33  | Łozowa                    | 1589         | 581     | tarnopolski                 |
| 34  | Kurniki (Szlachcinieckie) | 838          | 442     | tarnopolski                 |
| 35  | Stechnikowce              | 2841         | 817     | tarnopolski                 |

Objaśnienie:
(M) = miasto; (m) = miasteczko